# NGC 2393
NGC 2393 is een spiraalvormig sterrenstelsel in het sterrenbeeld Tweelingen. Het hemelobject werd op 7 februari 1885 ontdekt door de Franse astronoom Édouard Jean-Marie Stephan.

## Synoniemen
- UGC 3884
- MCG 6-17-14
- ZWG 177.27
- KUG 0726+341
- IRAS07267+3407
- PGC 21154